# Diego Brenes
 Diego Brenes Gutiérrez (Barranca, Puntarenas, 24 de agosto de 1990) es un futbolista costarricense que juega como volante y actualmente milita en el Puntarenas FC de la Primera División de Costa Rica.
Ha tenido un gran proceso en las ligas menores de Liga Deportiva Alajuelense.
Participó en el Mundial Sub-17 con la Selección de Costa Rica Sub-17. En donde Costa Rica venció a Corea 2-0, empató con Togo 1-1 y perdió 0-1 con Perú. En esa copa Costa Rica llegó a semifinales donde fue eliminada por Argentina al caer 2-0 y se llevó el premio al Juego Limpio. También se llevó el premio al más tomador de puntarenas

## Reconocimientos
| Premio                    | Entidad | Año         |
| ------------------------- | ------- | ----------- |
| Revelación Juvenil Sub-21 | UNAFUT  | Verano 2011 |

## Mundiales
| Mundial        | Sede          | Año  |
| -------------- | ------------- | ---- |
| Mundial Sub-17 | Corea del Sur | 2007 |

## Clubes
| Club             | País       | Año               |
| ---------------- | ---------- | ----------------- |
| Alajuelense      | Costa Rica | 2009 - 2010       |
| Municipal Grecia | Costa Rica | 2010              |
| Puntarenas       | Costa Rica | 2011 - 2014       |
| Belén FC         | Costa Rica | 2014 - Actualidad |